# The Miami Football Club
Il The Miami Football Club, spesso chiamato semplicemente Miami FC, è una società calcistica professionistica statunitense con sede nella città di Miami, nello stato della Florida e gioca le proprie partite casalinghe presso il Pitbull Stadium, impianto da 20.000 posti a sedere.
Dal 2020 milita nella USL Championship, lega di secondo livello del campionato statunitense.

## Storia

### North American Soccer League (2016-2017)
Grazie alla sinergia tra Riccardo Silva e Paolo Maldini, il 20 maggio 2015, fu fondato il Miami Football Club e venne reso noto che la squadra, unico club professionista di Miami, avrebbe partecipato alla North American Soccer League (NASL) a partire dal 2016. Il 10 agosto successivo, la società ha presentato il suo stemma e i colori sociali, arancione ed azzurro. Il 31 agosto, Alessandro Nesta è stato nominato allenatore. Il 28 ottobre 2015, è stato scelto l'FIU Stadium come impianto per le partite casalinghe. Il 20 novembre, Macron è diventato lo sponsor tecnico della squadra..
Dopo un'anonima stagione nel 2016, nel 2017 il club dominò la stagione regolare della NASL, concludendo al primo posto sia la Spring Season che la Fall Season. Nella semifinale dei playoff, però, il Miami FC dovette arrendersi ai New York Cosmos ai calci di rigore. Nel 2017 la squadra fu altresì protagonista di un notevole cammino nella Lamar Hunt U.S. Open Cup, durante il quale eliminò le due franchigie di Major League Soccer dell'Orlando City e dell'Atlanta United, prima di venire eliminata ai quarti di finale a seguito di una sconfitta interna per 1-0 contro il club di USL del Cincinnati. Il 17 novembre, al termine della stagione, Alessandro Nesta si dimise dal ruolo di allenatore.

### National Premier Soccer League (2018-2019)
Nel gennaio 2018, a seguito della sospensione della NASL, la società iscrisse al campionato dilettantistico della National Premier Soccer League (NPSL) una sorta di formazione riserve, ufficialmente denominata Miami FC 2, che tuttavia annoverava tra le proprie file dodici giocatori che avevano disputato con la squadra la precedente stagione tra i professionisti. L'obiettivo iniziale del club era infatti quello di iniziare a disputare la stagione in NPSL in attesa della ripresa, poi mai avvenuta causa fallimento, della NASL. Il 25 gennaio, il club assunse Paul Dalglish come nuovo allenatore. La squadra dominò la propria conference della NPSL, perdendo solamente una partita in tutta la stagione regolare contro l'ex squadra professionistica della Jacksonville Armada. Nella postseason, il club sconfisse prima proprio l'Armada per 3-1 nella finale della Sunshine Conference, per poi superare gli Atlanta Silverbacks 2-1, i Little Rock Rangers e il Duluth entrambi per 3-0 e infine vincere, battendo nella finale nazionale del 4 agosto il Motown con il risultato di 3-1, il primo titolo di campione della propria storia.
Nel 2019 il club tornò a competere con la denominazione "Miami FC" e bissò il successo ottenuto nella stagione precedente. Dopo aver terminato la stagione regolare nuovamente al primo posto della propria conference, il club dominò anche nei playoff, sconfiggendo nettamente la Jacksonville Armada per 4-0, il Miami United per 3-2, il Chattanooga per 2-0, e sia il Tulsa Athletic che il Cleveland entrambe con un netto 4-1, prima di battere nella finale nazionale del 3 agosto i New York Cosmos con il risultato di 3-1.

### National Independent Soccer Association (2019)
Il 15 novembre 2018, la NPSL annunciò che il Miami FC sarebbe stato uno dei membri fondatori del proprio campionato professionistico, denominato NPSL Pro, il quale sarebbe cominciato con la NPSL Founders Cup a fine 2019 e poi con una stagione completa nel 2020. Tuttavia, il 24 luglio del 2019 il club annunciò che dall'autunno seguente avrebbe partecipato alla stagione inaugurale della National Independent Soccer Association (NISA). La squadra disputò ancora una volta una grande stagione, chiudendo imbattuta la regular season e aggiudicandosi ai playoff il titolo della Eastern Conference dopo aver sconfitto in finale lo Stumptown Athletic con un netto 3-0. La vittoria della Eastern conference qualificò il Miami FC per i playoff di fine stagione della NISA, i quali tuttavia non vennero mai disputati a causa della pandemia di COVID-19.

### USL Championship (2020-)
L'11 dicembre 2019, il club di USL Championship dell'Ottawa Fury, a seguito di una lunga querelle con la CONCACAF, annunciò di aver ceduto i propri diritti di franchigia al Miami FC e che quest'ultimo avrebbe partecipato al campionato a partire dalla stagione 2020. L'esordio assoluto nel nuovo campionato da parte del club avvenne il 7 marzo 2020 sul campo del Saint Louis in un incontro terminato 4-1 in favore dei padroni di casa, preludio ad una prima stagione anonima del Miami FC nella USL Championship.

## Strutture

### Stadio
La squadra gioca presso il Riccardo Silva Stadium, impianto situato nel campus della Florida International University e dotato di una capienza di 20.000 posti a sedere.

## Società

### Sponsor
- 2016- Macron

## Allenatori e presidenti
| Presidenti - 2016-2020 Riccardo Silva - 2020-2021 Paul Dalglish - 2021- Michael Williamson | Allenatori - 2015-2017 Alessandro Nesta - 2018-2019 Paul Dalglish - 2019-2020 Nelson Vargas (nov.-ago.) Paul Dalglish (ago.-ott.) - 2020-2021 Paul Dalglish - 2021-2023 Anthony Pulis - 2023-2024 Antonio Nocerino |

## Palmarès

### Competizioni nazionali
- National Premier Soccer League: 2

2018, 2019

### Altri trofei
- North American Soccer League II:

Spring Season 2017, Fall Season 2018
- Woosnam Cup: 1

2017
- National Independent Soccer Association:

Campione East Coast: Fall 2019-2020

## Organico

### Rosa 2024
Aggiornata al 17 ottobre 2024.
| N. |                              | Ruolo | Calciatore         |
| -- | ---------------------------- | ----- | ------------------ |
| 1  | Senegal (bandiera)           | P     | Khadim Ndiaye      |
| 2  | Brasile (bandiera)           | D     | Allan Aniz         |
| 3  | Ghana (bandiera)             | D     | Jordan Ayimbila    |
| 4  | Porto Rico (bandiera)        | D     | Nicolás Cardona    |
| 5  | Giamaica (bandiera)          | C     | Joey DeZart        |
| 7  | Brasile (bandiera)           | A     | Luis Pedro         |
| 8  | Brasile (bandiera)           | C     | Gabriel Cabral     |
| 9  | Colombia (bandiera)          | A     | Isaac Zuleta       |
| 11 | Cuba (bandiera)              | A     | Frank López        |
| 12 | Stati Uniti (bandiera)       | P     | Daniel Gagliardi   |
| 13 | Stati Uniti (bandiera)       | P     | Adrian Zendejas    |
| 14 | Trinidad e Tobago (bandiera) | C     | Ryan Telfer        |
| 15 | Stati Uniti (bandiera)       | C     | Lorenzo DiMercurio |

| N. |                        | Ruolo | Calciatore          |
| -- | ---------------------- | ----- | ------------------- |
| 17 | Belize (bandiera)      | A     | Michael Salazar     |
| 18 | Ghana (bandiera)       | C     | Dennis Dowouna      |
| 19 | Stati Uniti (bandiera) | C     | Lorenzo DiMercurio  |
| 20 | Stati Uniti (bandiera) | C     | Ben Mines           |
| 21 | Nigeria (bandiera)     | C     | Bolu Akinyode       |
| 22 | Stati Uniti (bandiera) | D     | Benjamin Ofeimu     |
| 23 | Inghilterra (bandiera) | D     | Curtis Thorn        |
| 24 | Germania (bandiera)    | D     | Luk Ossenkopp       |
| 30 | Stati Uniti (bandiera) | A     | Chris Jean-Francois |
| 77 | Brasile (bandiera)     | D     | Gustavo Rissi       |
| 99 | El Salvador (bandiera) | A     | Christian Sorto     |

### Rosa 2023
Aggiornata al 15 aprile 2023.
| N. |                              | Ruolo | Calciatore         |
| -- | ---------------------------- | ----- | ------------------ |
| 1  | Stati Uniti (bandiera)       | P     | Jake McGuire       |
| 3  | Stati Uniti (bandiera)       | D     | Aedan Stanley      |
| 4  | Inghilterra (bandiera)       | D     | Paco Craig         |
| 6  | Guatemala (bandiera)         | D     | Moises Hernandez   |
| 7  | Italia (bandiera)            | A     | Claudio Repetto    |
| 8  | Brasile (bandiera)           | C     | Gabriel Cabral     |
| 9  | Stati Uniti (bandiera)       | A     | Kyle Murphy        |
| 10 | Francia (bandiera)           | C     | Florian Valot      |
| 11 | El Salvador (bandiera)       | A     | Joaquín Rivas      |
| 13 | Stati Uniti (bandiera)       | P     | Adrian Zendejas    |
| 14 | Trinidad e Tobago (bandiera) | C     | Ryan Telfer        |
| 15 | Stati Uniti (bandiera)       | C     | Lorenzo DiMercurio |

| N. |                        | Ruolo | Calciatore          |
| -- | ---------------------- | ----- | ------------------- |
| 17 | Belize (bandiera)      | A     | Michael Salazar     |
| 18 | Ghana (bandiera)       | C     | Dennis Dowouna      |
| 19 | Stati Uniti (bandiera) | C     | Lorenzo DiMercurio  |
| 20 | Stati Uniti (bandiera) | C     | Ben Mines           |
| 21 | Nigeria (bandiera)     | C     | Bolu Akinyode       |
| 22 | Stati Uniti (bandiera) | D     | Benjamin Ofeimu     |
| 23 | Inghilterra (bandiera) | D     | Curtis Thorn        |
| 24 | Germania (bandiera)    | D     | Luk Ossenkopp       |
| 30 | Stati Uniti (bandiera) | A     | Chris Jean-Francois |
| 77 | Brasile (bandiera)     | D     | Gustavo Rissi       |
| 99 | El Salvador (bandiera) | A     | Christian Sorto     |

### Rosa 2021
Aggiornata al 6 settembre 2021.
| N. |                           | Ruolo | Calciatore          |
| -- | ------------------------- | ----- | ------------------- |
| 2  | Stati Uniti (bandiera)    | D     | Othello Bah         |
| 4  | Inghilterra (bandiera)    | D     | Callum Chapman-Page |
| 5  | Inghilterra (bandiera)    | D     | Paco Craig          |
| 7  | Turks e Caicos (bandiera) | A     | Billy Forbes        |
| 9  | Haiti (bandiera)          | A     | Christiano François |
| 10 | Cuba (bandiera)           | A     | Ariel Martínez      |
| 11 | Stati Uniti (bandiera)    | A     | Richard Ballard     |
| 13 | Giamaica (bandiera)       | C     | Lamar Walker        |
| 14 | Stati Uniti (bandiera)    | D     | Robert Baggio Kcira |
| 15 | Francia (bandiera)        | A     | Florian Valot       |
| 17 | Giamaica (bandiera)       | D     | Sean McFarlane      |

| N. |                        | Ruolo | Calciatore      |
| -- | ---------------------- | ----- | --------------- |
| 18 | Colombia (bandiera)    | D     | Junior Palacios |
| 19 | Germania (bandiera)    | D     | János Löbe      |
| 21 | Canada (bandiera)      | A     | Adonijah Reid   |
| 24 | Stati Uniti (bandiera) | P     | Connor Sparrow  |
| 25 | Stati Uniti (bandiera) | C     | Lance Rozeboom  |
| 30 | Nigeria (bandiera)     | C     | Bolu Akinyode   |
| 80 | Giamaica (bandiera)    | C     | Devon Williams  |
| 92 | Haiti (bandiera)       | P     | Brian Sylvestre |
| 98 | Stati Uniti (bandiera) | A     | Pierre da Silva |
| 99 | Giamaica (bandiera)    | C     | Jahshaun Anglin |